# جيرالد هارتيغان
جيرالد هارتيغان (بالإنجليزية: Gerald Hartigan)‏ هو لاعب كرة قدم جنوب أفريقي، ولد في 30 ديسمبر 1884، وتوفي في 7 يناير 1955. شارك مع منتخب جنوب أفريقيا الوطني للكريكت.

## وصلات خارجية
- جيرالد هارتيغان على موقع إي آس بي آن كريك إنفو (الإنجليزية)